# Trichoniscoides picturarum
Trichoniscoides picturarum is een pissebed uit de familie Trichoniscidae. De wetenschappelijke naam van de soort is voor het eerst geldig gepubliceerd in 1952 door Albert Vandel.